# Wendy A. Okolo
Pour l’article homonyme, voir Okolo (homonymie).
Wendy A. Okolo est une ingénieure de recherche aérospatiale nigériano-américaine au sein de la division des systèmes intelligents du centre de recherche Ames de la NASA. Elle est la première femme noire à obtenir un doctorat en génie aérospatial de l'Université du Texas à Arlington. Elle est également responsable des programmes de formations spécialisées pour les femmes à l'Ames.

## Éducation
Née en 1989 dans le sud-est nigérian dans une fratrie de six enfants, Wendy Okolo entre à l'école primaire St Mary puis poursuit ses études secondaires au Queen's College, une école pour filles de Lagos, au Nigéria,. Elle a ensuite obtenu un baccalauréat en génie aérospatial à l'Université du Texas à Arlington (UTA) en 2010. Elle est devenue plus tard la première femme noire à obtenir un doctorat en génie aérospatial de l'UTA en 2015 à 26 ans et par la même occasion, la première femme africaine à obtenir ce diplôme. Son doctorat a été supervisé par Atilla Dogan et une partie de son sujet a été « les formations d'avions en vol pour les économies de combustibles ». Pendant ses années de premier cycle, elle a été présidente de la Society of Women Engineers de l'université.

## Carrière
Wendy Okolo a commencé sa carrière comme stagiaire de premier cycle pour Lockheed Martin, travaillant sur le vaisseau spatial Orion de la NASA. Au cours de deux étés, elle a effectué un stage au Bureau de gestion des exigences en ingénierie des systèmes et dans l'équipe Mécanismes de Trappe en génie mécanique. En tant qu'étudiante diplômée, Elle a ensuite travaillé dans la branche de conception et d'analyse des Commandes du Laboratoire de recherche de l'armée de l'air (AFRL), sur la base aérienne de Wright-Patterson. C'est sur cette base qu'elle a notamment travaillé sur sa dissertation doctorale. Ses recherches théoriques étaient évaluées en réel par l'armée de l'air sur des avions en service et sur de nouveaux appareils. Sur cette même thématique, elle a aussi travaillé avec Lockheed Martin dans le service Programmes de Développements Avancés sur le chasseur d'attaque F-35C.
Le Dr. Okolo est Directrice de sous-projets de la Division des systèmes intelligents du centre Ames de la NASA,. À ce titre, elle dirige la section de recherche « Aircraft, entry vehicle, and unmanned vehicle Guidance, Navigation, and Control (GNC); controls design; state/parameter estimation; project management » dont le but est d'améliorer les systèmes de guidage et de controle des appareils, véhicules et aussi des drones. Elle est ingénieure de recherche dans le département Discovery and Systems Health Technology (DaSH). Elle est aussi responsable des programmes de formations spécialisées pour les femmes à l'Ames.
Elle est choisie en 2021 par la « Nigerian Bar Association Section on Business Law (NBA-SBL) » pour être sa conférencière principale dans sa prochaine conférence, la « 15th Annual Business Law Conference » qui se déroule du 14 au 15 juillet 2021.
En 2021, elle est nommée parmi les personnes d'origine africaine parmi les plus influentes.

## Vie privée
Okolo dit que ses sœurs (Jennifer et Phyllis) lui ont appris la biologie et les sciences avec leurs réalités quotidiennes. Elle les décrit comme ses héros,.

## Récompenses
- Bourse « Amelia Earhart » (2012)[16]
- Bourse d'études supérieures du DoD en sciences et en génie de la défense nationale (NDSEG) (2012)[5]
- Prix « AIAA John Leland Atwood » pour diplômés (2013)[17]
- BEYA Global Competitiveness Conference Award (2019) - L'ingénieur le plus prometteur du gouvernement des États-Unis[10].
- « Women in Aerospace Award » (2019) - Initiative, inspiration et impact
- « Early Career Researcher Award » Ames de la NASA (2019)
- Université du Texas à Arlington « Distinguished Recent Graduate Award » (2019)

## Publication
- Wendy A. Okolo (préf. Donald G. James), Learn to fly: on becaming a rocket scientist, E4E Press Ltd. Co., 224 p. (ISBN 9798988306801)[18]